# محوطه کند یری لنگران
محوطه کند یری لنگران مربوط به سده‌های اولیه دوران‌های تاریخی پس از اسلام است و در شهرستان ورزقان، بخش مرکزی، دهستان ازو مدل جنوبی، ۳ کیلومتری شمال روستای سردار کندی واقع شده و این اثر در تاریخ ۲۷ اسفند ۱۳۸۷ با شمارهٔ ثبت ۲۶۳۷۰ به‌عنوان یکی از آثار ملی ایران به ثبت رسیده است.